# Система Лейтнера

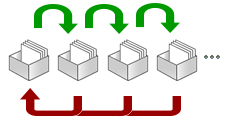
По системе Лейтнера карточки с усвоенной информацией перекладываются вперед, в коробки с более длинными интервалами повторений, тогда как карточки с неусвоенной информацией возвращаются в первую коробку.

Система Лейтнера (англ. Leitner system) — широко используемый метод для эффективного запоминания и повторения информации  с помощью флэш-карточек. Этот метод был предложен немецким учёным и журналистом Себастьяном Лейтнером в 70-е годы XX века.
Система представляет собой практическое применение принципа интервальных повторений, при котором карточки повторяются через увеличивающиеся  промежутки времени.
Флэш-карточки сортируются на группы в зависимости от того, насколько хорошо ученик усвоил информацию на каждой из них. Например, при изучении иностранного языка ученик пытается вспомнить значение слова, написанного на флеш-карточке. Если он вспоминает его, то карточка перекладывается в следующую группу. Если же нет, то карточка возвращается в первую группу. Каждая следующая группа повторяется через увеличивающийся интервал. Данный метод может использоваться как для изучения слов иностранного языка, так и запоминания другой информации.

## Примеры
Пример 1. Карточки сортируются по трем группам: группа 1, группа 2 и группа 3. В группу 1 помещаются карточки с новыми словами и со словами, которые ученик усвоил плохо. Группа 3 содержит карточки со словами, которые ученик знает очень хорошо. Ученик может повторять слова из группы 1 каждый день, слова из группы 2 каждые три дня, а слова из группы 3 каждые пять дней. Если ученик смотрит на слово из группы 1 и вспоминает его значение, то карточка перемещается в группу 2. По такому же принципу карточки из группы 2 перемещаются в группу 3. Если же ученик не может вспомнить значение слова на карточке из группы 2 или 3, то эта карточка возвращается группу 1, и процесс повторяется вновь до прочного усвоения информации.
Пример 2. В данном способе используется 12 колод флеш-карточек.
Текущая колода => 0-2-5-9 • 1-3-6-0 • 2-4-7-1 • 3-5-8-2 • 4-6-9-3 • 5-7-0-4 • 6-8-1-5 • 7-9-2-6 • 8-0-3-7 • 9-1-4-8 => колода изъятия
Карточки из 1-й (текущей) колоды повторяются ежедневно до усвоения информации. Затем они переходят в одну из десяти промежуточных колод, первая цифра которой совпадает с номером занятия. Занятия проводятся каждый день, им присваиваются номера от 0 до 9, затем нумерация возобновляется.
Вторая, третья и четвертая цифры колоды — номера занятий, когда карточки проверяются на усвоение. При ошибке или забывании карточка возвращается в текущую колоду. На занятии, номер которого совпадает с последней цифрой колоды, карточки с усвоенной информацией изымаются и помещаются в колоду изъятия и более не используются. Таким образом колода пустеет и заполняется на следующем занятии усвоенными карточками из текущей колоды.
Например, занятие №6. Карточки с усвоенными словами из текущей колоды перемещаются в колоду 6-8-1-5. Затем повторяются карточки со словами из колод 4-6-9-3 и 1-3-6-0. Если ученик не может вспомнить значение каких-либо слов из этих двух колод, то карточки с этими словами возвращаются в текущую колоду. Карточки с усвоенными словами из колоды 7-9-2-6 перемещаются в колоду изъятия, а неусвоенные — в текущую колоду. Таким образом колода 7-9-2-6 пустеет и заполняется на следующем, 7-м занятии карточками из текущей колоды.

## Достоинство метода
Система Лейтнера позволяет ученику сосредоточиться на наиболее сложной информации, которая всегда находится в первой группе и повторяется ежедневно. Это сокращает время, затрачиваемое на обучение, и повышает эффективность запоминания.

## Автоматизация
Подобные идеи были внедрены в ряд программ по обучению языку с помощью компьютера и флеш-карт программ. Многие из этих программ используют так называемые электронные флеш-карты. На сегодняшний день существует следующие виды электронных флеш-карточек: односторонние; двухсторонние; трехсторонние.
В 2019 году в России вышел перевод трёх глав из книги Себастиана Лейтенера "Как научиться учиться", посвящённых методу интервальных повторений.